# Eleições na China

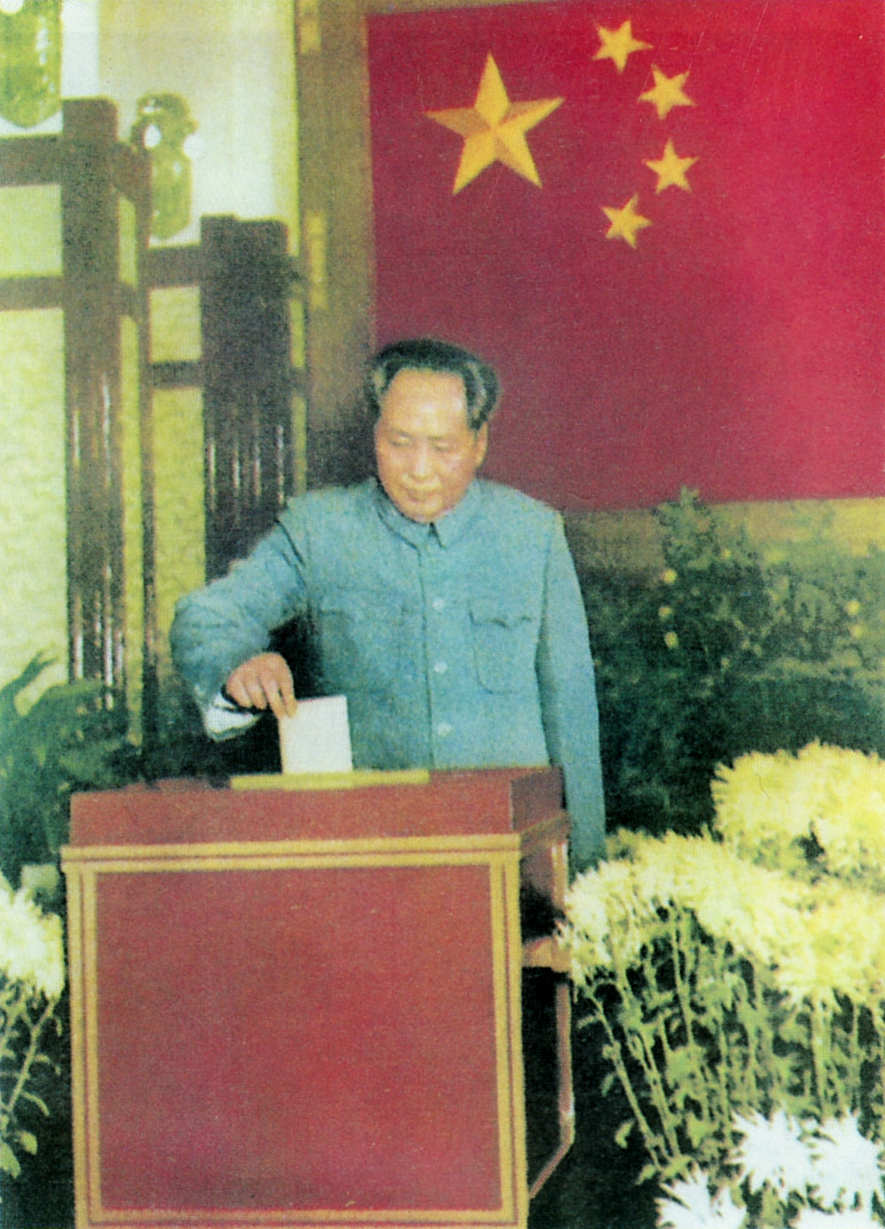
Mao Zedong depositando seu voto.

As eleições na China são baseadas em um sistema eleitoral organizado de forma hierárquica, no qual o Congresso do Povo (ou Congresso Popular) de cada local é eleito por meio de voto direto. A partir daí, tais Congressos assumem o papel de eleger todos os níveis superiores até o Congresso Nacional do Povo (o órgão máximo do poder legislativo da República Popular da China). Dessa forma, cada subdivisão do país possui o seu próprio Congresso do Povo, sendo este o responsável pelo governo da região.
Os cargos de governador, prefeito e líder de condado, distrito, município e cidade são eleitos por seus respectivos Congressos do Povo. Presidentes dos Tribunais do Povo e procuradores-chefes das Procuradorias do Povo são eleitos pelos Congressos do Povo locais imediatamente acima do nível do condado. O Presidente da China e o Conselho de Estado são eleitos pelo Congresso Nacional do Povo, constituído por 2980 pessoas.

## Sistema eleitoral

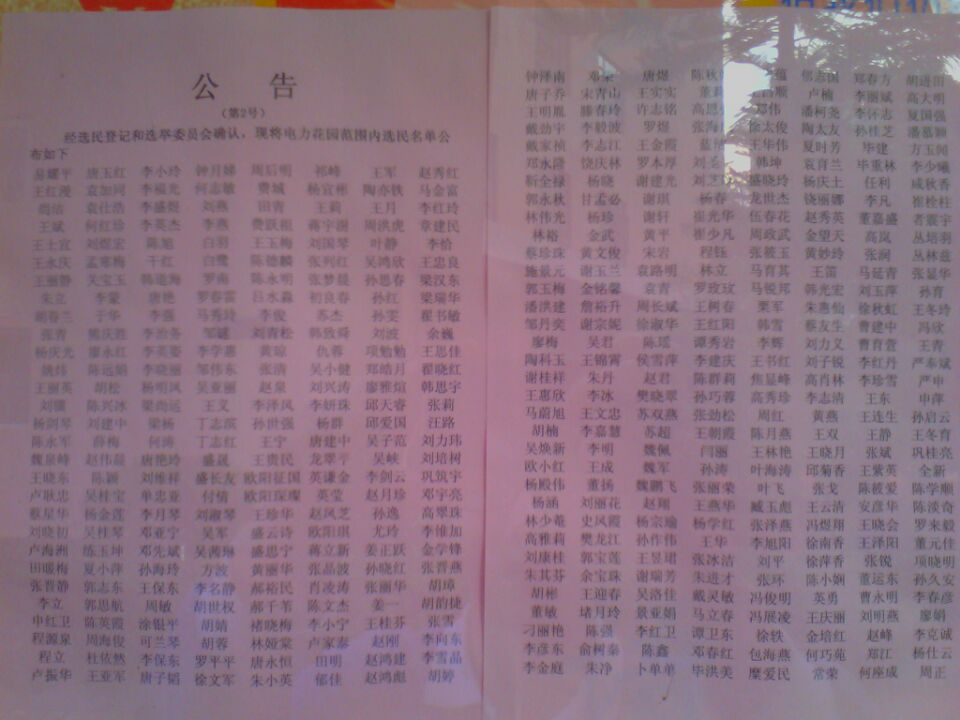
Uma lista de eleitores em um bairro de Shenzhen, Cantão. 11 de abril de 2014.

### Eleições diretas
Os Congressos do Povo de cidades que não são divididas em distritos, condados, distritos urbanos, cidades, municípios e municípios étnicos são eleitos diretamente. Além disso, os membros do comitê e presidentes das aldeias também são eleitos diretamente. Os Congressos do Povo a nível local têm a autoridade constitucional de substituir os chefes e vice-chefes do governo das províncias e níveis inferiores.

#### Congresso Local do Povo
A partir da lei eleitoral de 1 de julho de 1979, a nomeação de candidatos para as eleições diretas (em municípios, distritos, etc.) pode ser feita pelo Partido Comunista da China, outros partidos políticos, organizações de massa, ou qualquer eleitor indicado por pelo menos 3 outros. A lista final de candidatos deve ser elaborada através de "discussãos e consultas" ou de eleições primárias, mas na prática é determinada pelo comitê eleitoral em consultas com pequenos grupos de eleitores, através de um processo conhecido como "três altos e três baixos"( 三上三下 ; sān shàng sān xià). De acordo com o governo chinês, o processo de "três altos e três baixos" deve funcionar da seguinte maneira:
- o comitê eleitoral coleta todas as nomeações, verifica-as e publica a lista de candidatos e seus detalhes básicos (primeiro "alto"). A lista publicada é dada aos grupos de eleitores, abrangendo os eleitores em eleitorados institucionais ou geográficos para assim ser feita a discussão (primeiro "baixo");
- as opiniões dos grupos de eleitores são transmitidas através de seus representantes numa reunião do comitê, tendo como objetivo reduzir o número de candidatos (segundo "alto"). Essas opiniões e as discussões das reuniões do comitê são então transmitidas aos eleitores, e então são solicitadas suas opiniões (segundo "baixo"); e
- as opiniões dos grupos de eleitores são mais uma vez coletadas e comunicados ao comitê eleitoral que, com base nas opiniões da maioria dos eleitores, determina a lista final de candidatos (terceiro "cima"). A lista de nomes e detalhes básicos é finalmente publicada pelo eleitorado (terceiro "baixo").[6]

O número de candidatos para uma eleição deve ser 50% a 100% maior que o número de cadeiras, a votação deve ser feita por voto secreto, e os eleitores têm o direito, em teoria, de revogar as eleições. Eleitores elegíveis e seus distritos eleitorais são escolhidos a partir dos registros da família (por meio do sistema hukou) ou unidade de trabalho para eleitores rurais ou urbanos, respectivamente, que são então submetidos aos comitês eleitorais após um interrogatório realizado por líderes distritais eleitorais.
Os distritos eleitorais no nível básico (municípios, cidades, etc.) são compostos de 200 a 300 eleitores, mas às vezes até 1000, enquanto níveis maiores (condados, etc.) são compostos de 3000 a 4000 eleitores.

#### Governo Local do Povo
As lideranças dos Governos do Povo são formalmente eleitas pelo Congresso do Povo do nível em questão nos termos da Lei Orgânica dos Congressos e Governos Locais do Povo, mas os chefes de governos municipais tem sido experimentalmente eleitos pelo povo através de vários mecanismos.  Existem diversos metodos usados:
- nomeação e eleição diretas (Chinês: 直推直选; pinyin: zhi tui zhi xuan)
- eleição de direção (Chinês: 直选; pinyin: zhi xuan)
- duas cédulas em três rodadas (Chinês: 三轮两票制; pinyin: san lun liang piao zhi)
- competição baseada na recomendação em massa (Chinês: 民推竞选; pinyin: min tui jing xuan)
- nomeação e eleição pelas massas (Chinês:海选; pinyin: hǎi xuǎn)
- recomendação e eleição públicas (Chinês: 公推公选; pinyin: gong tui gong xuan)
- voto de confiança (Chinês: 信任投票; pinyin: xin ren tou piao)

#### Chefes de aldeia
Desde que assumiu o poder em 1978, Deng Xiaoping experimentou a democracia direta ao nível local. As aldeias (ou vilas) têm sido tradicionalmente o nível mais baixo do governo na complicada hierarquia de governança chinesa. Muitos criticaram os representantes eleitos localmente por servirem como "carimbos de borracha" (alguém que é eleito e raramente ou nunca discorda das decisões superiores), embora durante algumas eras os Comunistas tenham flertado com a ideia de potencialmente permitir alguma competição.
No início da década de 1980, algumas aldeias do Sul começaram a implementar políticas de "Vote em seu Chefe", nas quais se pretende realizar eleições livres destinadas a eleger um chefe de aldeia, que tradicionalmente detém muito poder e influência nas zonas rurais. Muitas dessas eleições multi-candidatos tiveram sucesso, envolvendo debates de candidatos, propostas formais, e o início das urnas secretas. O sufrágio foi não universal, tendo os  cidadãos elegíveis acima de 18 anos de idade o direito de votar e ser eleitos. Esse tipo de eleição geralmente atinge mais de 2000 eleitores, e o vencedor é definido com base no primeiro que atinge um determinado número de votos, sem restrição de filiação partidária. As eleições, realizadas a cada três anos, são sempre supervisionadas por um nível superior de governo, geralmente o governo distrital. Parte da razão para estas eleições antecipadas foi transferir a responsabilidade de assegurar o bom desempenho e reduzir a corrupção dos líderes locais da burocracia chinesa para os aldeões locais.
Sob a Lei Orgânica de Comitês de Aldeias, a ideia era que todas as aproximadamente um milhão de aldeias da China realizassem eleições diretas e  competitivas para os comitês de aldeia sub-governamentais. Uma revisão da lei de 1998 trouxe melhorias no processo de nomeação e aumentou a transparência na administração do comitê das aldeias.  A lei revisada também transferiu explicitamente o poder de indicar candidatos para os próprios aldeões, em oposição aos grupos de aldeia ou ramos do Partido Comunista Chinês. De acordo com o Ministério dos Assuntos Civis, a partir de 2003 a maioria das províncias realizou pelo menos quatro ou cinco rodadas de eleições nas aldeias.
De acordo com a BBC News, a mídia estatal regularmente relata sobre compra de votos e corrupção durante essas eleições, o que ajudaria a  desacreditar a democracia como um conceito falhado.

### Eleições indiretas

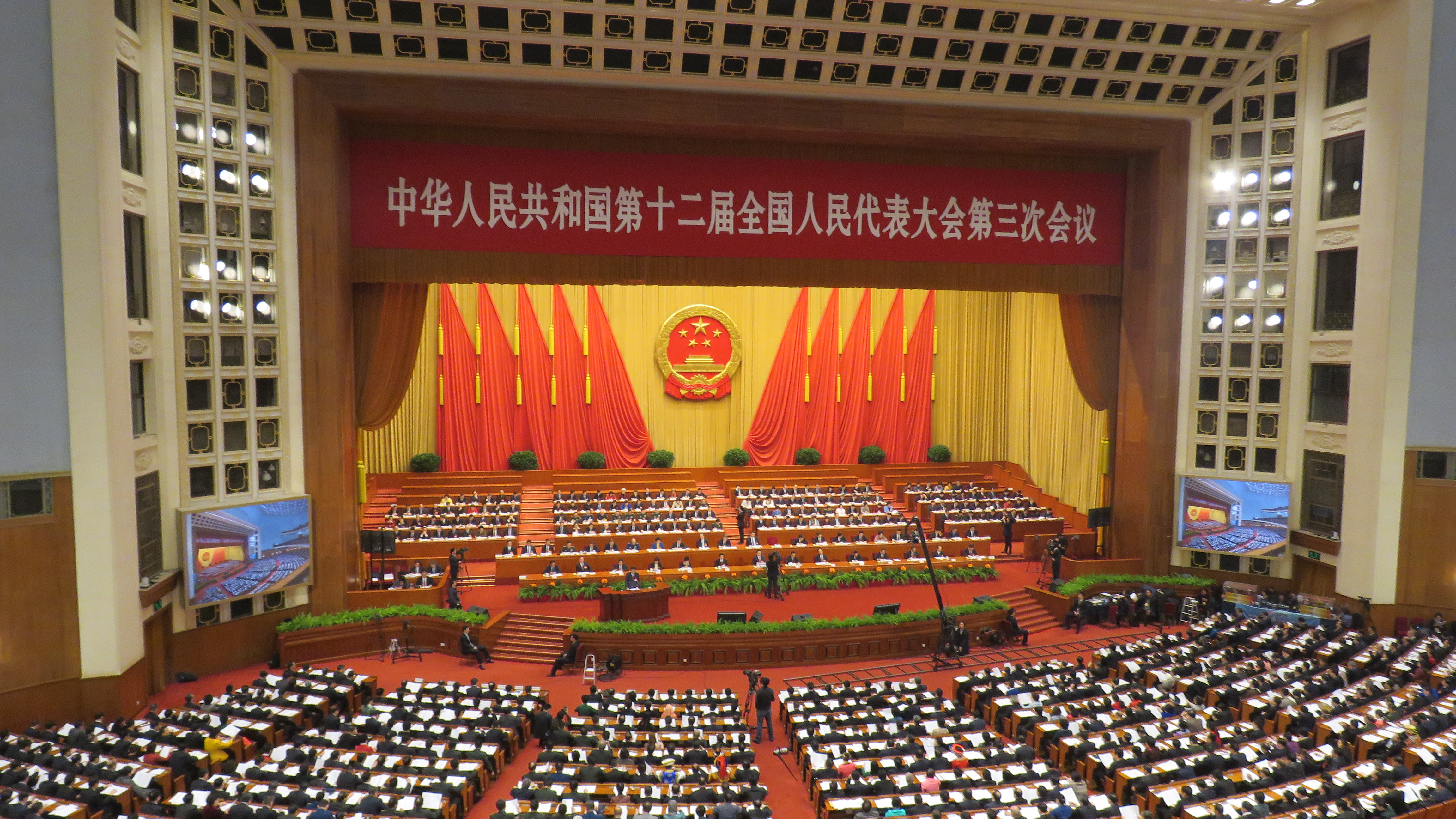
Terceira Sessão do 12º Congresso Nacional do Povo em 2015.

Os Congressos do Povo das províncias, cidades administrativas independentes, e cidades divididas em distritos são indiretamente eleitos pelo Congresso do Povo do nível imediatamente inferior.

#### Governo Local do Povo
O Governo Local do Povo em cada nível administrativo (que não sejam aldeias de zonas rurais, as quais possuem eleições diretas) elegem os candidatos para cargos executivos desse nível de governo.

#### Congresso Nacional do Povo
O Congresso Nacional do Povo (CNP) possui 2987 membros, eleitos para mandatos de cinco anos. Deputados são eleitos (durante um período de três meses) no congressos provinciais, de regiões autónomas, cidades administrativas independentes, regiões administrativas especiais de Hong Kong e Macau, e forças armadas. O tamanho de cada colégio de delegados é relacionado ao número de eleitores da circunscrição. 36 deputados são eleitos em Hong Kong.

#### Governo Nacional do Povo
As nomeações para o Governo Nacional se dão da seguinte forma: o Presidente e Vice-Presidente da China, o Presidente (Chairman), Vice-Presidente (Vice-Chairman) e Secretário-Geral do Comitê Permanente do CNP, o Presidente (Chairman) da Comissão Militar Central e o Presidente da Tribunal Supremo do Povo são eleitos pelo CNP sob nomeação do Presidium do Congresso. O Primeiro-Ministro é eleito pelo NPC sob nomeação do Presidente. Outros membros do Conselho de Estado são eleitos pelo NPC sob nomeação do Primeiro-Ministro. Outros membros da Comissão Militar Central são eleitos pelo NPC a partir da nomeação do Presidente da Comissão.
Na eleição de 2008 para Presidente da Comissão Militar Central, por exemplo, o então presidente Hu Jintao, único candidato, foi nomeado com a maioria dos votos sendo favoráveis. De todo modo, alguns eleitores optaram por escrever outros nomes nas fichas; sendo o ex-Primeiro-Ministro Zhu Rongji quem mais recebeu fichas em seu nome.
Para cargos que requerem a aprovação do Congresso do Povo, como o de primeiro-ministro e ministros de gabinete, os delegados podem aprovar ou desaprovar a nomeação. Leis relevantes prevem que se o único candidato não recebe mais de 50% de aprovação, a posição é fica vaga até a próxima sessão do Congresso do Povo. Isso raramente acontece na prática, e nunca aconteceu a nivel nacional.

### Sistema partidário
Oficialmente, a China é uma república socialista marxista-leninista, unipartidária,  sob liderança do Partido Comunista da China. Há um pequeno número de candidatos independentes para o Congresso do Povo, particularmente em bairros das principais cidades, que por vezes fazem campanha por meio do Sina Weibo, uma rede social chinesa.
Embora não haja exigência legal de filiação ou aprovação pelo Partido Comunista, na prática a participação nos congressos e governos do povo é largamente determinada pelo Partido. Candidatos independentes são fortemente desencorajados e não raramente sofrem intervenção do governo em suas campanhas. Na prática, o poder dos demais partidos é praticamente nulo. Como nenhum dos partidos menores possui bases independentes de apoio e depende da aprovação do Partido Comunista para a nomeação para posições de poder, nenhum tem a capacidade de atuar como uma verdadeira oposição. Ao passo que há Comitês do Partido Comunista em todos os níveis dos Congressos do Povo, nenhum dos outros partidos opera qualquer forma de grupos parlamentares partidários.
Como forma de representar diferentes segmentos da população e trazer especialidade técnica, o Partido garante que uma minoria significante dos delegados do congresso do povo sejam membros de partidos menores ou não afiliados, e há tolerância para discordância e debate no processo legislativo, desde que isso não desafie fundamentalmente  o papel do Partido Comunista.
Os regulamentos do Partido Comunista exigem que os membros dos Congressos do Povo, Governos do Povo, e Tribunais do Povo implementem as recomendações do Partido (incluindo as nomeações) nos termos dos Regulamentos sobre Seleção e Nomeação de Quadros do Partido Comunista da China e Órgãos do Governo.
"Esses regulamentos se aplicam à seleção e nomeação de quadros para os departamentos de trabalho e/ou institutos internos do Comitê Central do Partido Comunista da China, Comitê Central do Congresso Nacional do Povo, Conselho de Estado, Comitê Consultivo Nacional do Povo, Comitê Central Disciplinar do Partido Comunista da China, oficiais (não incluídas as lideranças) do Tribunal Supremo do Povo, Procuradoria Suprema do Povo e suas instituições internas, oficiais de órgãos locais do Partido Comunista da China, congressos do povo, governos do povo, comitês consultivos políticos, tribunais do povo, procuradorias do povo ao nível do condado e acima, e suas instituições internas, assim como os oficiais das instituições internas dos órgãos de trabalho mencionados acima. Devem ser feitas referências a esses regulamentos para a seleção e nomeação de oficiais de instituições diretamente sob a liderança dos órgãos do Partido Comunista da China em governos do povo ao nível de condado e acima, sindicatos, liga de jovens do Partido Comunista da China, associações de mulheres e quaisquer outras organizações populares. Devem ser feitas referências a esses regulamentos para a seleção e nomeação de oficiais que não são membros do Partido Comunista da China. Devem ser feitas referências a esses regulamentos para a seleção e nomeação de pessoas para posições de não-liderança acima do nível de condado (Chuji). (…)

"Quando o comitê do Partido Comunista da China recomenda para um congresso do povo ou seu comitê permanente candidatos para oficias de posições que precisam ser eleitas pelo congresso do povo ou seu comitê permanente, este deve primeiro apresentar suas opiniões de recomendação ao órgão interino do Partido Comunista da China no congresso do povo ou à organização do Partido Comunista da China do comitê permanente do congresso do povo. O órgão interino do Partido Comunista da China, a organização do Partido Comunista da China do comitê permanente do congresso do povo e membros do comitê permanente do Partido Comunista da China e do congresso do povo, devem seriamente implementar as opiniões de recomendação do comitê do Partido Comunista da China, assumir a liderança em fazer as coisas em concordância com a lei, e corretamente realizar suas obrigações."
Líderes eleitos permanecem subordinados à secretaria correspondente do Partido, e a maioria é nomeada pelas organizações partidárias de nível superior. Além disso, embora respondam legalmente pela supervisão da administração, é difícil para uma pessoa,  sem apoio do partido  no Congresso do Povo,  exercer controle ou poder efetivos sobre a administração do poder executivo a um determinado nível.

## Legislação
A primeira lei eleitoral foi aprovada em março de 1953, e a segunda em 1 de julho de 1979. A lei de 1979 permitiu que  eleitores comuns nomeassem candidatos, ao contrário da lei de 1953 que não previa tal mecanismo. A lei de 1979 foi revisada em 1982, removendo a referência à capacidade dos partidos políticos, organizações de massa, e eleitores a usarem "várias formas de publicidade", e em vez disso instruindo que os "comitês eleitorais devem introduzir os candidatos aos eleitores; os partidos políticos, organizações de massa, e eleitores que recomendam os candidatos podem apresentá-los nas reuniões de grupo dos eleitores."  Em 1986, a lei eleitoral foi emendada para proibir  eleições primárias.
Tradicionalmente, líderes de aldeia eram nomeados pelo governo do distrito, mas com o decreto da Lei Orgânica de Comitês de Aldeias em 1987 e sua implementação em 1988, foram permitidas eleições diretas para tais posições.

### Citações
1. 1 2 3  Artigo 97 da Constituição da China
2. 1 2  Artigo 101 da Constituição da China
3. ↑  Artigo 111 da Constituição da República Popular da China
4. 1 2  Chen 1999, p. 65.
5. ↑  McCormick 1990, p. 141.
6. ↑  "What 上 三 下" 协商 确定 县乡 两级 人大代表 候选人 候选人 的 的 的 的 What What (Qual é o procedimento específico para o método "três altos e baixos" para determinar através de consulta os candidatos oficiais para os Representantes do Congresso Popular? no nível do condado e da prefeitura?), Congresso Popular de Hebei, 6 de dezembro de 2011
7. ↑  Chen 1999, p. 66.
8. ↑  Leung 1996, pp. 109–110.
9. ↑  Lin 2011, pp. 67–69.
10. ↑  Lin 2011, p. 66.
11. 1 2 3 4 5 6 7 8 9 10 11  林 (Lin), 峰 (Feng).  郑 (Cheng), ed. Whither China's Democracy: Democratization in China Since the Tiananmen Incident. [S.l.: s.n.] ISBN 978-962-937-181-4
12. ↑  Phillips, Michelle (4 de Julho de 2011). «PressReader.com - Réplicas de Jornais de Todo o Mundo». The Washington Times (Arq. em Press Reader)
13. ↑  Xie, Lei (6 de agosto de 2012). Environmental Activism in China (em inglês). [S.l.]: Routledge. ISBN 9781134020263
14. ↑  «China holds elections». The Economist. 10 de novembro de 2016. ISSN 0013-0613
15. ↑  Segal, Gerald. (1989). Political and economic encyclopaedia of the Pacific. [S.l.]: Longman. ISBN 0582051614. OCLC 883990584
16. ↑  Unger, Jonathan, author. (2015). Transformation of Rural China. [S.l.]: Routledge. ISBN 1315292041. OCLC 959428518
17. ↑  Vander Hook, Sue, 1949- (2011). Communism. [S.l.]: ABDO Pub. Co. ISBN 9781617147890. OCLC 663953133
18. ↑  Sancton, Andrew. (2015). Citizen participation at the local level in China and Canada. [S.l.]: CRC Press. ISBN 9781482228977. OCLC 995596429
19. ↑  Schubert, Gunter, 1963- (2012). Participation and empowerment at the grassroots Chinese village elections in perspective. [S.l.]: Lexington Books. ISBN 9780739174807. OCLC 984805037
20. ↑  Joseph, William A., editor of compilation. Politics in China : an introduction. [S.l.: s.n.] ISBN 9780199339426. OCLC 900353716
21. ↑  De Rivera, Joseph. (2011). Handbook on building cultures of peace. [S.l.]: Springer. ISBN 9781441918666. OCLC 751837096
22. ↑  B. He. Rural Democracy in China: The Role of Village Elections. [S.l.: s.n.]
23. ↑  Hogg, Chris (22 de julho de 2010). «China vote-buying 'costing more'» (em inglês)
24. ↑  «China (People's Republic of) 1982 (rev. 2004) Constitution - Constitute». www.constituteproject.org (em inglês). Consultado em 24 de julho de 2021
25. ↑  LaFraniere, Sharon (31 de outubro de 2011). «Political Outsiders Turn to Microblog Campaigns in China» (em inglês). The New York Times
26. 1 2  LaFraniere, Sharon (4 de dezembro de 2011). «In China, Even Minor Elections Are Interfered With». The New York Times (em inglês). ISSN 0362-4331
27. ↑  McCormick, Barrett L. (1 de janeiro de 1990). Political Reform in Post-Mao China: Democracy and Bureaucracy in a Leninist State (em inglês). [S.l.]: University of California Press. ISBN 9780520067653
28. ↑  Hsieh, John Fuh-sheng; Niou, Emerson M.S. (1996). «Taiwan's March 1996 elections». Electoral Studies. 15 (4): 545–550. ISSN 0261-3794. doi:10.1016/s0261-3794(96)80472-0
29. ↑  Niou, Emerson M.S. (2011). «An Introduction to the Electoral Systems Used in Chinese Village Elections» (PDF)